# Sandrose
Sandrose est un groupe de rock progressif français. L'activité du groupe est éphémère, entre 1970 et 1972.

## Biographie
Le groupe est formé en 1970 par le guitariste Jean-Pierre Alarcen, qui avait déjà participé aux groupes Système Crapoutchik et Eden Rose. C'est lors d'un concert avec leur orchestre Les Golden au Casino d'Ajaccio que Christian Clairefond, Henri Garella et Michel Jullien sont sollicités par Alarcen pour former un groupe. 
Le groupe sort un unique album, simplement titré Sandrose, en avril 1972. L'album est partagé entre des chansons dans lesquelles figure le chant puissant de Rose Podwojny (en anglais) qui fait carrière quelques années plus tard sous le nom de Rose Laurens, et des morceaux instrumentaux.
Le groupe se démantèle après quelques concerts au Gibus (un club parisien) du 27 novembre au 7 décembre 1972 pour causes de divergences personnelles et musicales. Après la séparation du groupe, Rose Podwojny connait le succès mondial avec Africa en 1982 avec plus d’un million d’exemplaires vendu rien qu’en France. Elle décède en 2018.

## Membres
- Rose Podwojny - chant
- Jean-Pierre Alarcen - guitare
- Christian Clairefond - basse
- Henri Garella - orgue, mellotron
- Michel Jullien - batterie